# Neoton Família (album)
A Neoton Família a Neoton 7. magyar stúdióalbuma, melyet VII. album néven is emlegetnek. 1983-ban jelent meg, 2005-ben CD-n is kiadták. A CD-változatra bónuszdalok nem kerültek fel.

## Megjelenések
| Ország       | Formátum        | Sorszám    | Kiadó      | Év   |
| ------------ | --------------- | ---------- | ---------- | ---- |
| Magyarország | LP              | SLPM 17788 | Pepita     | 1983 |
| Magyarország | MC              | MK 17788   | Pepita     | 1983 |
| Magyarország | CD              | MK 17788   | Hungaroton | 2005 |
| Oroszország  | CD (Unofficial) | HCD 17788  | Hungaroton | 2012 |

## Az album dalai
- Pago Pago – 4:32
- Holnap hajnalig – 4:30
- Margaréta – 3:40
- A tigris – 3:55
- Egy kis nyugalmat – 3:27
- Mamma mia – 3:40
- Hátizsák dal – 3:39
- Helló, Mr. Yutani – 4:11
- Szeretek ugrálni – 3:46
- Szalad a lány – 3:50

## Közreműködők
- Baracs János – basszusgitár, ének
- Bardóczi Gyula – ütőhangszerek
- Csepregi Éva – ének
- Jakab György – billentyűs hangszerek, ének
- Pásztor László – gitár, ének
- Végvári Ádám – gitár, ének
- Dobó Ferenc – zenei rendező, hangmérnök
- Lukács Erzsébet – vokál
- Stefanidu Janula – vokál